# クリューズ
クリューズ（Cluses、アルピタン語:Clluses) は、オーヴェルニュ＝ローヌ＝アルプ地域圏・オート＝サヴォワ県のコミューン。
フォシニー地方のアルヴ川渓谷の町であり、近隣にジュネーブがある。アルプスの景観と（20世紀前半からの）時計製造業で知られている。

## 地理
フォシニー地方のアルヴ渓谷内、ジュネーヴとシャモニーの中間に位置しており、周辺には著名なスキー場が多く存在している。

## 人口
1902年のコミューン創設時は2,208人だった人口は、1990年の時点で16,732人に増加している。

## 歴史
古代ローマ時代にアルヴ川にポンヴュー橋が架けられたことで、この地域の交易が活発化し、山とアルヴ川の間の谷間に最初の村が作られた。クリューズの地名は、「狭い谷」を意味する”cluse”に由来している。
1310年5月4日、独立したコミューンとなる。独立後の町の発展には、この地を治めたフォシニー男爵ユーグが大きな役割を果たした。
1720年、クロード＝ジョセフ・バラドゥーがそれまで農村だったアルヴ峡谷で時計製造の事業を始めると、家族経営の工房など家内工業として発展し、クリューゼで作られた時計は時計産業の中心地であるジュネーヴにも輸出されるようになった。1848年にはクリューゼに「王立時計学校」が設立され、精密時計製造は町の主要産業となった。
1844年6月20日、町は大火に見舞われ、シャレー様式の木造建築は全て焼失した。町は現在に受け継がれるトリノ（当時のサルデーニャ王国の首都）の様式を模した形で再建されたことで、クリューズはオート＝サヴォワ県において特異な街並みを持つこととなった。

## 経済と商業
20世紀初頭までは農業が主要産業だったが、現在は時計製造業が主流であり、時計分野での評判から他の精密機械産業も進出している。

## 交通
クリューズ駅
ラ・ロシュ＝シュル＝フォロン-サン＝ジェルヴェ＝レ＝バン=ル・フェイエ線（フランス国鉄）の駅。

## 文化
- フォシニー音楽祭：フォシニー音楽連盟の創設者フランソワ・カートを記念して、アルヴ渓谷の14の自治体が年ごとに主催を交替する形で毎年6月の最終日曜日に行われる音楽祭。
- Musiques en Stock：クリューズで毎年開催されるフォークロックやロックの音楽祭。多くの有名アーティストやパフォーマーが参加する無料イベント。

### 史跡
ポンヴュー橋
現在の橋は1674年に架けられたもので、フランス歴史的記念物に指定されている。
王立時計学校
1848年に設立され、1890年代に技術高等学校を経て1989年に閉鎖。現在もリセ・シャルル＝ポンセ校舎として使用されている。
クリューズの泉
アロブロージュ広場にある噴水。フランス歴史的記念物。

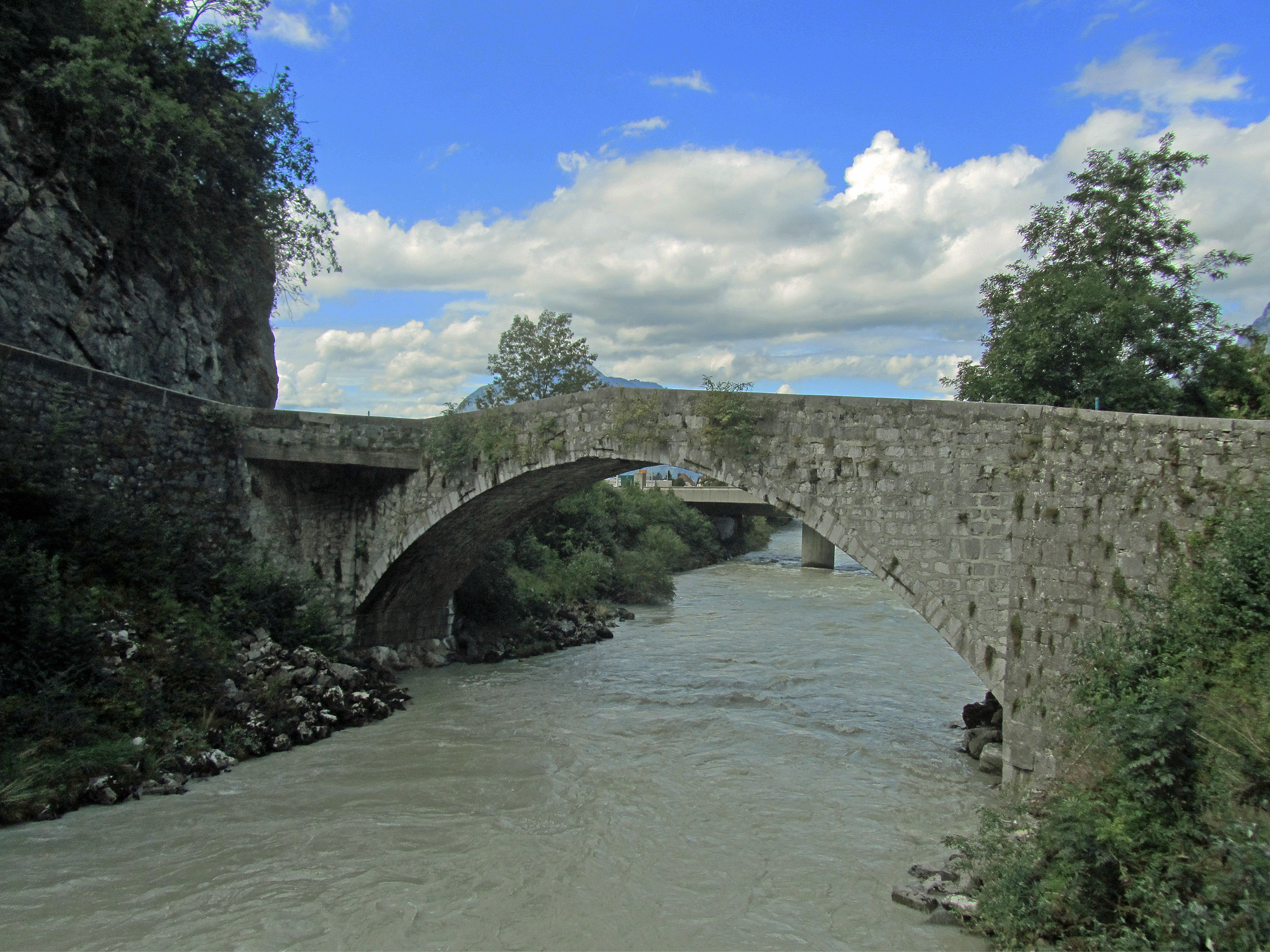
ポンヴュー橋
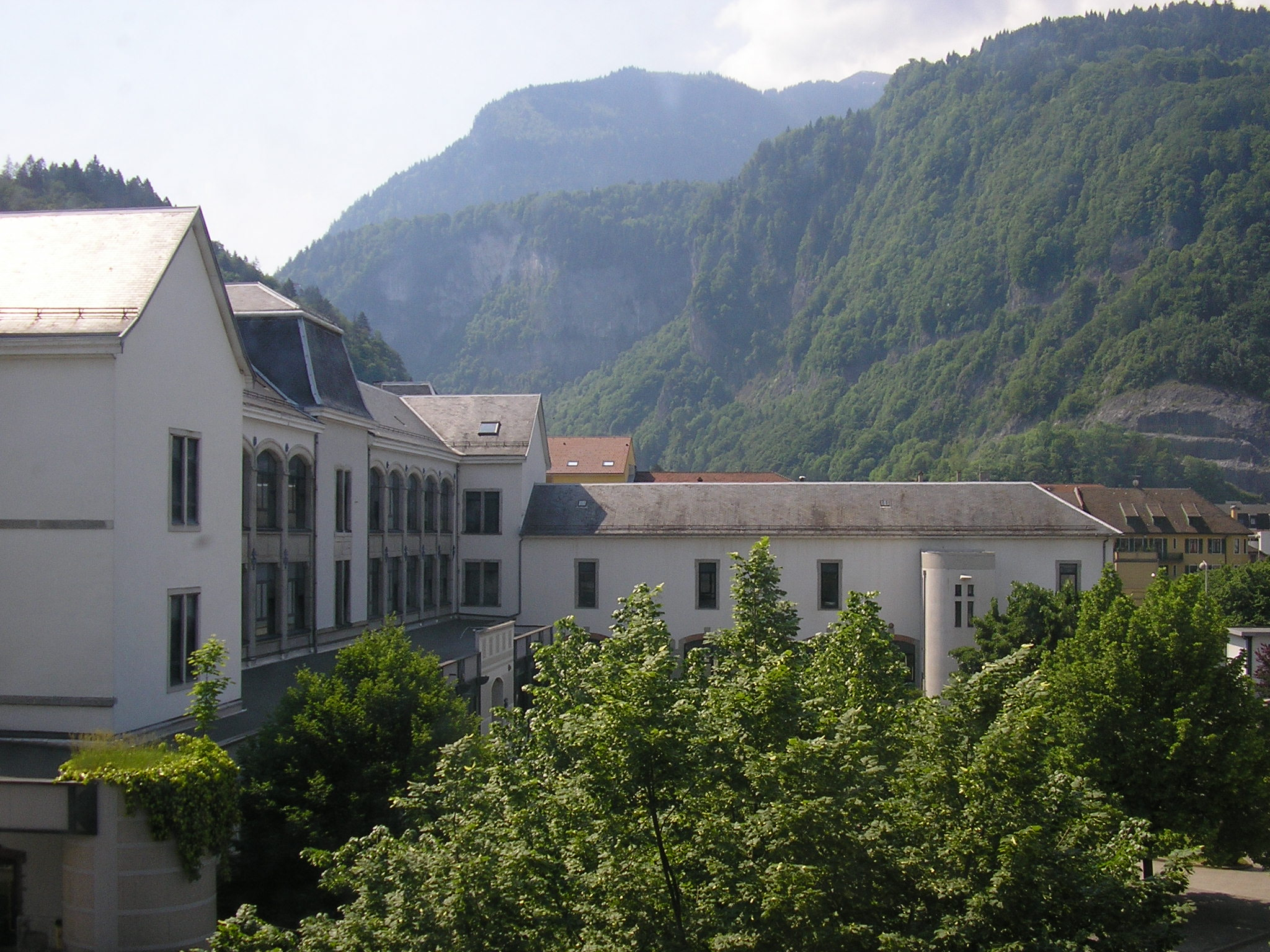
旧王立時計学校（リセ・シャルル＝ポンセ）
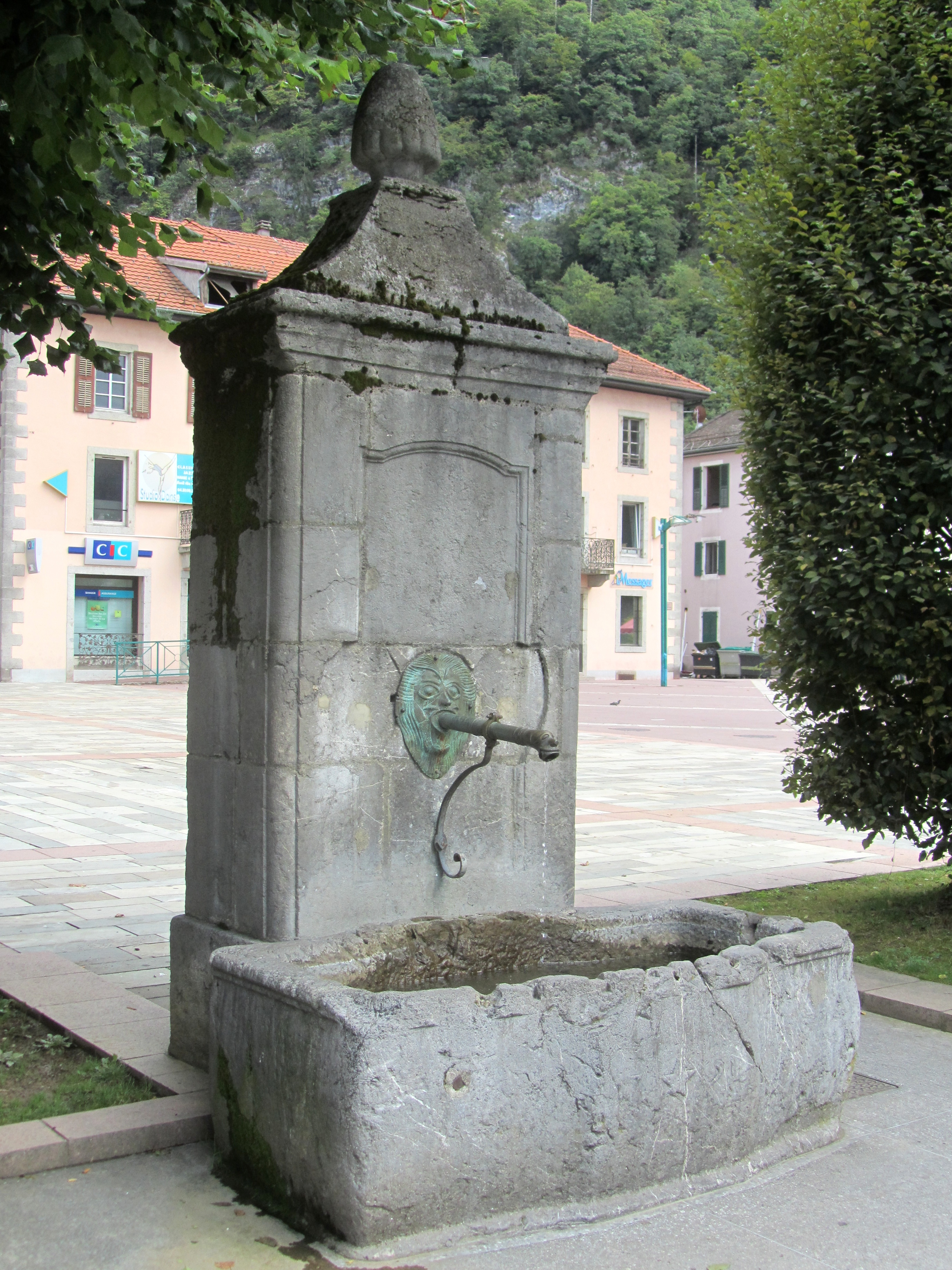
クリューズの泉

### 姉妹都市
- ドイツ、トロッシンゲン（ドイツ語版）
- アメリカ合衆国、ビーバートン
- カナダ、ラシュート（フランス語版）